# Parafia bł. Anieli Salawy w Krakowie
Parafia bł. Anieli Salawy w Krakowie – parafia rzymskokatolicka należąca do dekanatu Kraków-Bronowice archidiecezji krakowskiej w Łobzowie przy Alei Kijowskiej.

## Historia parafii
Parafia bł. Anieli Salawy powstała na terenie parafii Najświętszej Maryi Panny z Lourdes, jednej z największych parafii w Krakowie. Obok 25 tysięcy wiernych parafia Najświętszej Maryi Panny z Lourdes obejmowała tzw. Miasteczko akademickie, zamieszkałe przez ponad 10 tysięcy studentów.
8 kwietnia 1989 ks. wizytator Stanisław Wypych CM skierował list do ks. kardynała Franciszka Macharskiego z propozycją podjęcia przez Zgromadzenie Misji budowy kościoła pomocniczego, na co ks. kardynał odpowiedział pozytywnie pismem z dnia 4 maja 1989.
W styczniu 1992 roku, po podjęciu przez Radę Miasta Krakowa uchwały o lokalizacji kościoła, Rada Prowincji zdecydowała, że budowę poprowadzi Zgromadzenie Księży Misjonarzy z udziałem parafii Matki Bożej z Lourdes.
6 sierpnia 1996 ks. kardynał Franciszek Macharski wydał dekret erygowania parafii bł. Anieli Salawy w Krakowie. Parafia została powierzona na stałe Zgromadzeniu Księży Misjonarzy św. Wincentego a Paulo. Dekret obowiązuje od 9 września 1996 roku. Pierwszym proboszczem parafii był ks. Jan Kowalik CM.
27 maja 2000 ks. kardynał Franciszek Macharski dokonał uroczystego poświęcenia kościoła.

## Wspólnoty parafialne
- Duszpasterska Rada parafialna
- Stowarzyszenie Miłosierdzia św. Wincentego a Paulo
- Stowarzyszenie Cudownego Medalika (Apostolat Maryjny)
- Konferencja św. Wincentego a Paulo
- Wspólnota Żywego Różańca
- Parafialny oddział Akcji Katolickiej
- Wspólnota Przyjaciół Seminarium i Misji św.
- Wspólnota Królowej Pokoju
- Krąg biblijny
- Apostolat Margaretka
- Duchowa Adopcja Dziecka Poczętego
- Odnowa w Duchu Świętym
- Klub Seniora
- Wspólnota Intronizacyjna Najświętszego Serca Pana Jezusa Króla Wszechświata
- Liturgiczna Służba Ołtarza
- Wincentyńska Młodzież Maryjna (JMV)
- Chór mieszany Salawa (od 2011)[1]

## Terytorium parafii
Ulice: Bronowicka nry nieparzyste 5-37, Bytomska, Czeladnicza, Czyżewskiego, Głowackiego, Grenadierów, Grottgera 66, Halczyna, Kazimierza Wielkiego nry nieparzyste 67‑113, al. Kijowska nry nieparzyste 29-61 i nry parzyste 30-66, Mazowiecka nry parzyste 96‑106 i nieparzyste 113‑131, Podchorążych nry nieparzyste, Przeskok, Racławicka nry parzyste 2-54, Rydla nry nieparzyste 21-53, Siemieńskiego, Wojskowa, Wrocławska nry parzyste 66-78 i nieparzyste 71-91, Zaczarowane Koło 1-7, Zakątek.